# Islotes Tyssen
Los islotes Tyssen se localizan en el estrecho de San Carlos entre las islas Gran Malvina y Soledad, y forman parte del archipiélago de las Malvinas, que según la Organización de las Naciones Unidas (ONU), está en litigio de soberanía entre el Reino Unido, quien la administra como parte del territorio británico de ultramar de las Malvinas, y la Argentina, quien reclama su devolución, y la integra en el departamento Islas del Atlántico Sur de la provincia de Tierra del Fuego, Antártida e Islas del Atlántico Sur.
Estos islotes se encuentran al sur de la isla Cisne y al norte de la Isla de la Barra, al frente del puerto Rey, entre el rincón Ruana y el rincón del Fuego.
En estos islotes están cinco de los puntos que determinan las líneas de base de la República Argentina, a partir de las cuales se miden los espacios marítimos que rodean al archipiélago.
En idioma inglés los nombres de los islotes son: North Tyssen, West Tyssen, Flat Tyssen, Peat Tyssen y la isla Arenosa (Sandy Island).